# Moris Masetti
Moris Masetti (Bologna, 22 ottobre 1963) è un ex cestista italiano.

## Carriera
Ha giocato in Serie A vestendo le maglie di Virtus Bologna, Fortitudo Bologna, Venezia e Pavia.